# 羅傑斯 (內布拉斯加州)
羅傑斯（英語：Rogers）是位於美國內布拉斯加州科爾法克斯縣的村。

## 人口
根據2020年美國人口普查的數據，羅傑斯的面積為0.44平方千米，皆為陸地。當地共有人口82人，而人口密度為每平方千米186人。